# Найдеш
Найдеш (рум. Naidăș) — село у повіті Караш-Северін в Румунії. Входить до складу комуни Найдеш.
Село розташоване на відстані 359 км на захід від Бухареста, 52 км на південний захід від Решиці, 101 км на південь від Тімішоари.

## Населення
За даними перепису населення 2002 року у селі проживали 958 осіб, з них 945 осіб (98,6%) румунів. Рідною мовою 945 осіб (98,6%) назвали румунську.